# Washington Mystics 2006
La stagione 2006 delle Washington Mystics fu la 9ª nella WNBA per la franchigia.
Le Washington Mystics arrivarono quarte nella Eastern Conference con un record di 18-16. Nei play-off persero la semifinale di conference con le Connecticut Sun (2-0).

## Roster
| N° | Naz.                   | Ruolo | Sportivo             | Anno | Alt. | Peso |
| -- | ---------------------- | ----- | -------------------- | ---- | ---- | ---- |
| 00 | Stati Uniti (bandiera) | A     | Latasha Byears       | 1973 | 180  | 93   |
| 2  | Stati Uniti (bandiera) | A     | Tamara James         | 1984 | 178  | 73   |
| 3  | Stati Uniti (bandiera) | A     | DeLisha Milton-Jones | 1974 | 185  | 84   |
| 9  | Stati Uniti (bandiera) | G     | Coco Miller          | 1978 | 178  | 62   |
| 12 | Stati Uniti (bandiera) | G     | Laurie Koehn         | 1982 | 173  | 66   |
| 14 | Lettonia (bandiera)    | C     | Zane Teilāne         | 1983 | 201  | 77   |
| 17 | Stati Uniti (bandiera) | A     | Crystal Robinson     | 1974 | 180  | 70   |
| 20 | Stati Uniti (bandiera) | GA    | Alana Beard          | 1982 | 180  | 73   |
| 32 | Stati Uniti (bandiera) | G     | Nikki Blue           | 1984 | 173  | 74   |
| 42 | Stati Uniti (bandiera) | G     | Nikki Teasley        | 1979 | 183  | 77   |
| 43 | Stati Uniti (bandiera) | AC    | Nakia Sanford        | 1976 | 193  | 91   |
| 44 | Stati Uniti (bandiera) | C     | Chasity Melvin       | 1976 | 191  | 84   |

## Staff tecnico
- Allenatore: Richie Adubato
- Vice-allenatori: Tree Rollins, Marynell Meadors, Jeff House